# سعد معن
سعد معن إبراهيم جاسم الموسوي ( 4 أغسطس 1972-)، هو أحد كبار الضباط في القوات البرية العراقية يعمل كمدير لإدارة العلاقات والإعلام.

## نشأته
ولد سعد معن في بغداد، بدأ مسيرتهُ المهنية منذُ العام 1995 وتَدرج بالرتب والمناصب، حاز على الدكتوراه في الاعلام من كلية الاعلام بجامعة بغداد.

## التأهيل العلمي
- بكالوريوس اداب لغة إنكليزية (ترجمة) من كلية التراث الجامعة في بغداد عام 1994
- دبلوم عالي علوم شرطة من المعهد العالي لضباط قوى الأمن الداخلي على الدورة التاسعة في بغداد عام 1995
- بكالوريوس أعلام من كلية الأعلام في جامعة بغداد عام 2001
- ماجستير أعلام من كلية الاعلام في جامعة بغداد عام 2007
- دكتوراه أعلام من كلية الاعلام في جامعة بغداد عام 2011 [6]

## المناصب
- ضابط مرور من 1995 لغاية العام 2003
- سكرتير وزير الداخلية 2003 -2004
- سكرتير مفتش عام وزارة الداخلية 2004 إلى 2005
- مدير مكتب الاعلام والعلاقات العامة في وزارة الداخلية 2005 إلى 2006
- ضابط العلاقات الخارجية في وزارة الداخلية 2006
- ضابط التخطيط والإحصاء في مديرية المرور العامة 2006 إلى 2007
- ضابط حقوق الإنسان في المديرية العامة للشؤون الداخلية والأمن مكتب الجنوب عام 2007
- معاون مدير قسم حقوق الأنسان عام 2007
- مدير قسم الاعلام في المديرية العامة للشؤون الداخلية والأمن عام 2008
- الناطق الرسمي بأسم وزارة الداخلية وعمليات بغداد
- مدير دائرة العلاقات والأعلام في وزارة الداخلية. [6]